# Raqymschan Kelmanow
Raqymschan Kelmanow (kasachisch Рақымшан Кельманов; * 20. April 1998) ist ein kasachischer Leichtathlet, der im Mittel- und Langstreckenlauf an den Start geht.

## Sportliche Laufbahn
Erste Erfahrungen bei internationalen Meisterschaften sammelte Raqymschan Kelmanow im Jahr 2015, als er bei den Jugendasienmeisterschaften in Doha in 6:22,91 min den siebten Platz über 2000 m Hindernis belegte. Im Jahr darauf gelangte er dann bei den Juniorenasienmeisterschaften in der Ho-Chi-Minh-Stadt mit 10:30,47 min auf Rang sechs über 3000 m Hindernis belegte. 2023 belegte er bei den Hallenasienmeisterschaften in Astana mit 3:50,63 min den sechsten Platz im 1500-Meter-Lauf.
2019 wurde Kelmanow kasachischer Meister im 1500-Meter-Lauf, 2021 über 5000 Meter sowie 2022 über 10.000 Meter.

## Persönliche Bestzeiten
- 1500 Meter: 3:52,35 min, 26. Juli 2019 in Almaty
  - 1500 Meter (Halle): 3:50,63 min, 11. Februar 2023 in Astana
- 5000 Meter: 15:07,68 min, 20. Juni 2021 in Almaty
- 10.000 Meter: 31:00,40 min, 26. Mai 2022 in Almaty
- 3000 m Hindernis: 9:18,34 min, 25. Mai 2019 in Almaty